# Riccardo Agostini
Riccardo Agostini (Padova, 20 aprile 1994) è un pilota automobilistico italiano.

## Carriera

### Karting
Agostini iniziò a correre in kart nel 2000 e gareggiò in Italia per gran parte della carriera, salendo di livello dallo junior sino alla KF2 nel 2010 e chiudendo 12º il Campionato europeo CIK-FIA.

### Formula Abarth
Nel 2010, Agostini debuttò in monoposto nella nuova categoria Formula Abarth, in Italia, con Prema Junior. Vinse gara-1 a Imola e chiuse la stagione 11º. Agostini rimase in Formula Abarth anche nel 2011, ma passò al nuovo team Villorba Corse. Dopo quattro gare cambiò nuovamente casacca, firmando per JD Motorsport. Nonostante avesse ottenuto solamente un podio sia nella serie italiana sia in quella europea, migliorò rispetto all'anno precedente salendo rispettivamente al 7º e 8º posto.

### Formula 3 italiana
Nel 2012 Agostini continuò la sua collaborazione con JD Motorsport nel campionato di Formula 3 italiana.

### Formula 1
Agostini provò una Ferrari di Formula 1 come premio per aver ottenuto il titolo rookie della Formula 3 italiana

## Risultati

### Sommario
| Anno | Serie                                 | Team                 | Gare | Vittorie | Pole | Gpv | Podi | Punti | Pos. |
| ---- | ------------------------------------- | -------------------- | ---- | -------- | ---- | --- | ---- | ----- | ---- |
| 2010 | Formula Abarth                        | Prema Junior         | 14   | 1        | 1    | 1   | 2    | 49    | 11º  |
| 2011 | Formula Abarth Italian Series         | Villorba Corse       | 14   | 0        | 0    | 0   | 1    | 66    | 7º   |
| 2011 | Formula Abarth Italian Series         | JD Motorsport        | 14   | 0        | 0    | 0   | 1    | 66    | 7º   |
| 2011 | Formula Abarth European Series        | Villorba Corse       | 14   | 0        | 0    | 0   | 1    | 54    | 8º   |
| 2011 | Formula Abarth European Series        | JD Motorsport        | 14   | 0        | 0    | 0   | 1    | 54    | 8º   |
| 2011 | Formula Masters China Series          | JD Motorsport        | 2    | 0        | 0    | 0   | 1    | 20    | 12º  |
| 2012 | Formula 3 italiana                    | JD Motorsport        | 24   | 6        | 6    | 11  | 16   | 281   | 1º   |
| 2012 | Formula 3 italiana                    | JD Motorsport        | 18   | 5        | 5    | 10  | 15   | 209   | 1º   |
| 2013 | Auto GP World Series                  | Manor MP Motorsport  | 8    | 0        | 0    | 1   | 1    | 53    | 10º  |
| 2013 | Formula Renault 3.5 Series            | Zeta Corse           | 2    | 0        | 0    | 0   | 0    | 0     | N.C. |
| 2014 | GP3 Series                            | Hilmer Motorsport    | 16   | 0        | 0    | 1   | 1    | 18    | 16º  |
| 2015 | Porsche Carrera Cup Italia            | Antonelli Motorsport | 13   | 4        | 3    | 4   | 7    | 183   | 1º   |
| 2015 | Porsche Supercup                      | Antonelli Motorsport | 2    | 0        | 0    | 0   | 0    | 0     | N.C. |
| 2015 | Lamborghini Super Trofeo - Pro-Am Cup |                      | 2    | 1        | 0    | 0   | 2    | 27    | 12º  |

### Risultati in Auto GP World Series
(legenda) (Le gare in grassetto indicano la pole position, quelle in corsivo il giro più veloce)
| Anno | Team                | 1       | 2       | 3       | 4         | 5       | 6       | 7        | 8       | 9     | 10    | 11    | 12    | 13    | 14    | 15    | 16    | Pos. | Punti |
| ---- | ------------------- | ------- | ------- | ------- | --------- | ------- | ------- | -------- | ------- | ----- | ----- | ----- | ----- | ----- | ----- | ----- | ----- | ---- | ----- |
| 2013 | Manor MP Motorsport | MNZ 1 7 | MNZ 2 5 | MAR 1 4 | MAR 2 Rit | HUN 1 4 | HUN 2 3 | SIL 1 15 | SIL 2 9 | MUG 1 | MUG 2 | NÜR 1 | NÜR 2 | DON 1 | DON 2 | BRN 1 | BRN 2 | 10º  | 53    |

### Risultati in Formula Renault 3.5 Series
(legenda) (Le gare in grassetto indicano la pole position, quelle in corsivo il giro più veloce)
| Anno | Team       | 1     | 2     | 3     | 4     | 5     | 6     | 7     | 8     | 9     | 10        | 11        | 12    | 13    | 14    | 15    | 16    | 17    | Pos. | Punti |
| ---- | ---------- | ----- | ----- | ----- | ----- | ----- | ----- | ----- | ----- | ----- | --------- | --------- | ----- | ----- | ----- | ----- | ----- | ----- | ---- | ----- |
| 2013 | Zeta Corse | MNZ 1 | MNZ 2 | ALC 1 | ALC 2 | MON 1 | SPA 1 | SPA 2 | MSC 1 | MSC 2 | RBR 1 Rit | RBR 2 Rit | HUN 1 | HUN 2 | LEC 1 | LEC 2 | CAT 1 | CAT 2 | N.C. | 0     |

### Risultati in GP3 Series
(legenda) (Le gare in grassetto indicano la pole position, quelle in corsivo il giro più veloce)
| Anno | Team              | 1       | 2       | 3           | 4          | 5         | 6         | 7         | 8         | 9          | 10         | 11         | 12         | 13         | 14         | 15         | 16          | 17         | 18         | Pos. | Punti |
| ---- | ----------------- | ------- | ------- | ----------- | ---------- | --------- | --------- | --------- | --------- | ---------- | ---------- | ---------- | ---------- | ---------- | ---------- | ---------- | ----------- | ---------- | ---------- | ---- | ----- |
| 2014 | Hilmer Motorsport | ESP FEA | ESP SPR | AUT FEA Rit | AUT SPR 11 | GBR FEA 6 | GBR SPR 5 | GER FEA 9 | GER SPR 8 | HUN FEA 18 | HUN SPR 19 | BEL FEA 10 | BEL SPR 12 | ITA FEA 15 | ITA SPR 12 | RUS FEA 11 | RUS SPR Rit | ABU FEA 18 | ABU SPR 13 | 16º  | 18    |

### Risultati in Porsche Carrera Cup Italia
(legenda) (Le gare in grassetto indicano la pole position, quelle in corsivo il giro più veloce)
| Anno | Team                 | 1     | 2     | 3       | 4       | 5     | 6       | 7     | 8     | 9         | 10      | 11      | 12      | 13    | Pos. | Punti |
| ---- | -------------------- | ----- | ----- | ------- | ------- | ----- | ------- | ----- | ----- | --------- | ------- | ------- | ------- | ----- | ---- | ----- |
| 2015 | Antonelli Motorsport | MON 1 | MON 2 | IMO 1 2 | IMO 2 4 | MUG 1 | MUG 2 1 | SPA 2 | VAL 1 | VAL 2 Rit | MIS 1 4 | MIS 2 4 | MUG 3 4 | MUG 4 | 1º   | 183   |

### Risultati nel Campionato Italiano Gran Turismo

#### GT Sprint
(legenda) (Le gare in grassetto indicano la pole position, quelle in corsivo il giro più veloce)
| Anno | Team                 | 1       | 2       | 3         | 4         | 5       | 6       | 7       | 8       | Pos. | Punti |
| ---- | -------------------- | ------- | ------- | --------- | --------- | ------- | ------- | ------- | ------- | ---- | ----- |
| 2019 | Antonelli Motorsport | VAL 1 2 | VAL 2 1 | IMO 1 Rit | IMO 2 Rit | MUG 1 2 | MUG 2 1 | MON 1 4 | MON 2 1 | 1°   | 97    |
| 2020 | Audi Sport Italia    | MIS 1   | MIS 2 3 | MUG 1     | MUG 2 7   | MON 1 3 | MON 2   | VAL 1 8 | VAL 2 5 | 1°   | 85    |
| 2021 | Audi Sport Italia    | MON 1 4 | MON 2   | MIS 1 5   | MIS 2 5   | IMO 1   | IMO 2   | MUG 1 6 | MUG 2 5 | 1°   | 69    |
| 2022 | Easy Race            | MON 1 9 | MON 2 9 | MIS 1 5   | MIS 2 5   | IMO 1   | IMO 2   | MUG 1   | MUG 2   | N.C. | 0     |

#### GT Endurance
(legenda) (Le gare in grassetto indicano la pole position, quelle in corsivo il giro più veloce)
| Anno | Team                 | 1      | 2       | 3      | 4     | Pos. | Punti |
| ---- | -------------------- | ------ | ------- | ------ | ----- | ---- | ----- |
| 2019 | Antonelli Motorsport | MON 5  | MIS 9   | VAL 10 | MUG 6 | 17°  | 13    |
| 2020 | Audi Sport Italia    | MUG 4  | IMO 1   | VAL 9  | MON 1 | 2°   | 39    |
| 2021 | Audi Sport Italia    | PER 1  | MUG Rit | VAL 1  | MON 1 | 1°   | 60    |
| 2022 | Easy Race            | PER NP | MUG     | VAL    | MON   | N.C. | 0     |

### 24 Ore di Le Mans
| Anno | Classe    | N°  | Gomme | Vettura         | Squadra                | Co-piloti                    | Giri | Pos. Assol. | Pos. di Classe |
| ---- | --------- | --- | ----- | --------------- | ---------------------- | ---------------------------- | ---- | ----------- | -------------- |
| 2025 | LMGTE Pro | 150 | G     | Ferrari 296 GT3 | Richard Mille AF Corse | Custodio Toledo Lilou Wadoux | 338  | 43º         | 11º            |